# Xylionopsis matruelis
Xylionopsis matruelis är en skalbaggsart som beskrevs av Damoisseau 1968. Xylionopsis matruelis ingår i släktet Xylionopsis och familjen kapuschongbaggar. Inga underarter finns listade i Catalogue of Life.